# Profile in Courage Award
Le Profile in Courage Award est une récompense privée américaine visant à récompenser des personnes dont le courage s'apparente à celui décrit dans le livre de l'ancien président John F. Kennedy intitulé Profiles in Courage (Prix Pulitzer 1957).

## Description
Il s'agit plus précisément de personnes, qui en accord avec leur conscience, ont risqué leur carrière ou leur vie en prenant des décisions d'intérêt national ou local alors que l'opinion publique était en opposition avec ces décisions et que des pressions externes se faisaient sentir.
Les gagnants sont sélectionnés par un comité bipartite nommé par la fondation de la John F. Kennedy Library. La famille Kennedy et d'autres personnalités importantes américaines appartiennent à cette fondation. Le prix est offert chaque année aux environs de la date d'anniversaire du président Kennedy (29 mai). Une cérémonie se tient alors à la Bibliothèque Kennedy de Boston. La récompense est généralement offerte par Caroline Kennedy.
Le prix est une lanterne en alliage d'argent réalisé par le bijoutier Tiffany's. Le dessin fut imaginé par Edwin Schlossberg. La lanterne se fonde sur la lanterne du navire USS Constitution, le dernier navire de l'United States Navy à fonctionner uniquement grâce à la force du vent.
En mai 2002, le prix fut offert non pas à une personne mais à tous les représentants de la police et du service incendie de New York en hommage à leur courage lors des attentats du 11 septembre 2001.

## Lauréats
- 1990 : Carl Elliott ;
- 1991 : Charles Weltner ;
- 1992 : Lowell Weicker, Jr. ;
- 1993 : James Florio ;
- 1994 : Henry Gonzalez ;
- 1995 : Mike Synar ;
- 1996 : Corkin Cherubini ;
- 1997 : Charles Price ;

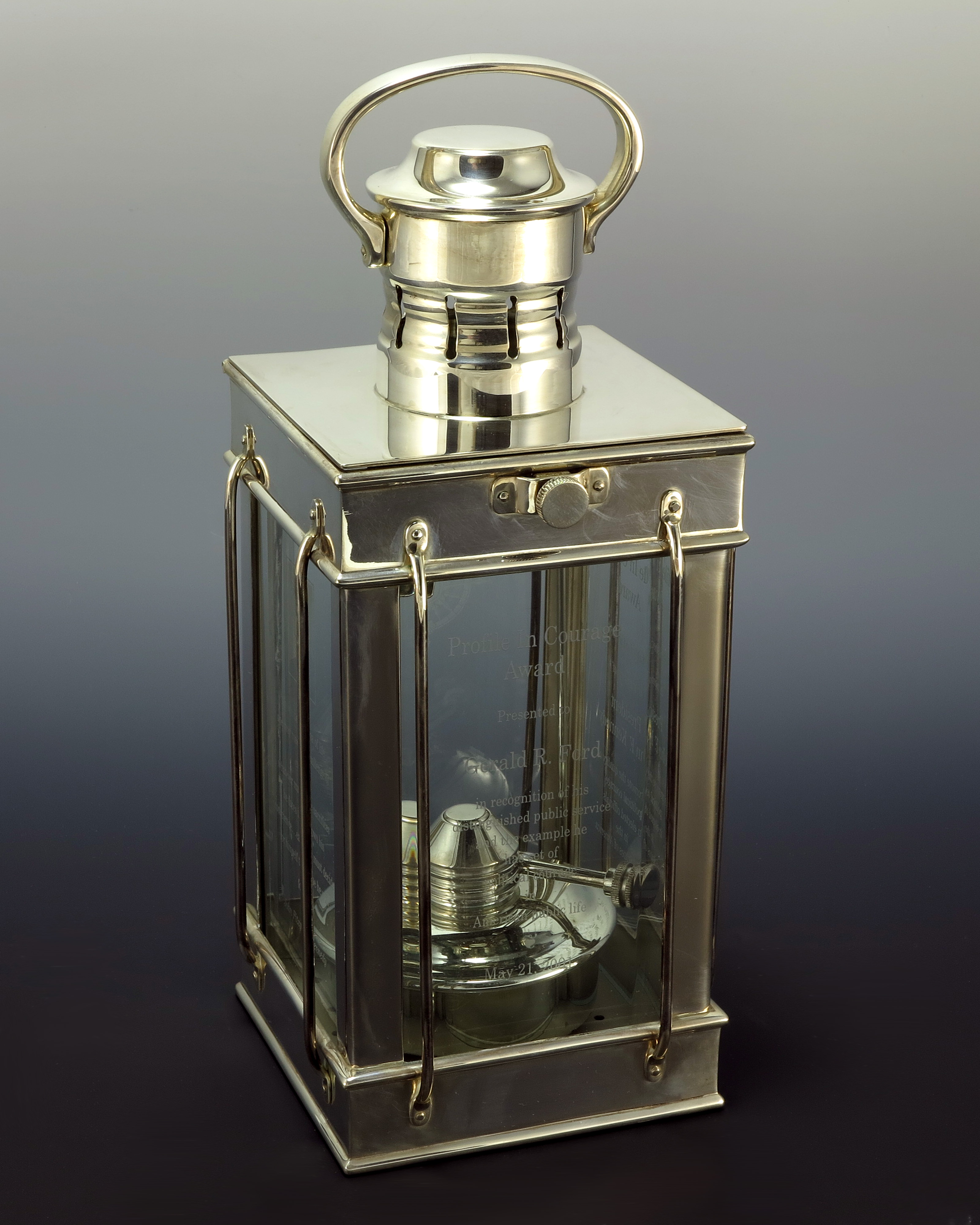
Le Profile in Courage Award proposée à Gerald Ford par Ted Kennedy en 2001

- 1998 : Nickolas C. Murnion et les signataires de l'Accord du Vendredi saint ;
- 1999 : Russell Feingold et John McCain ;
- 2000 : Hilda Solis ;
- 2001 : John Lewis ; Gerald Ford ;
- 2002 : Kofi Annan, Dean Koldenhoven et les représentants des services ayant participé aux secours lors des attentats de septembre 2001 à New York ;
- 2003 : Dan Ponder, Jr. ; David Beasley ; Roy Barnes ;
- 2004 : Sima Samar, Cindy Watson et Paul Muegge ;
- 2005 : Joseph Darby, Shirley Franklin, Bill Ratliff et Viktor Iouchtchenko ;
- 2006 : Alberto J. Mora et John Murtha ;
- 2007 : Bill White et Doris Voitier ;
- 2008 : Jennifer Brunner, Debra Bowen et William Winter ;
- 2009 : Edward M. Kennedy ; Brooksley Born ; Sheila Bair ; Leymah Gbowee et le Women of Liberia Mass Action for Peace
- 2010 : Karen Bass, Dave Cogdill, Darrell Steinberg, Michael Villines ;
- 2011 : Elizabeth Redenbaugh, Wael Ghonim, le peuple d'Égypte ;
- 2012 : Marsha K. Ternus, David L. Baker, Michael J. Streit, Robert S. Ford ;
- 2013 : Gabrielle Giffords ;
- 2014 : George H. W. Bush ; Paul W. Bridges ;
- 2015 : Bob Inglis ;
- 2016 : Dan Malloy ;
- 2017 : Barack Obama ;
- 2018 : Mitch Landrieu ;
- 2019 : Nancy Pelosi.